# Tropischer Garten Monte Palace

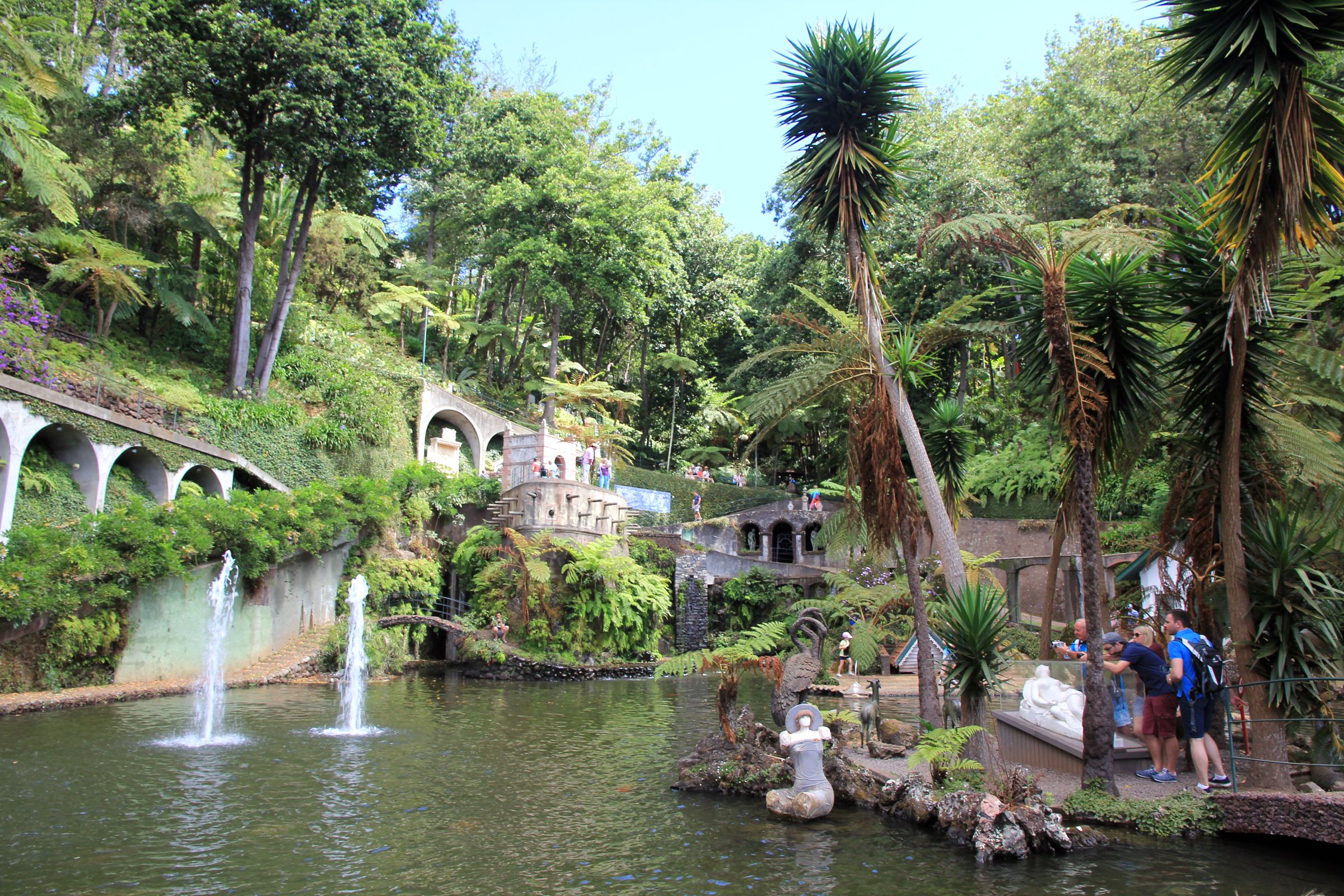
See mit Bauwerken und Skulpturen

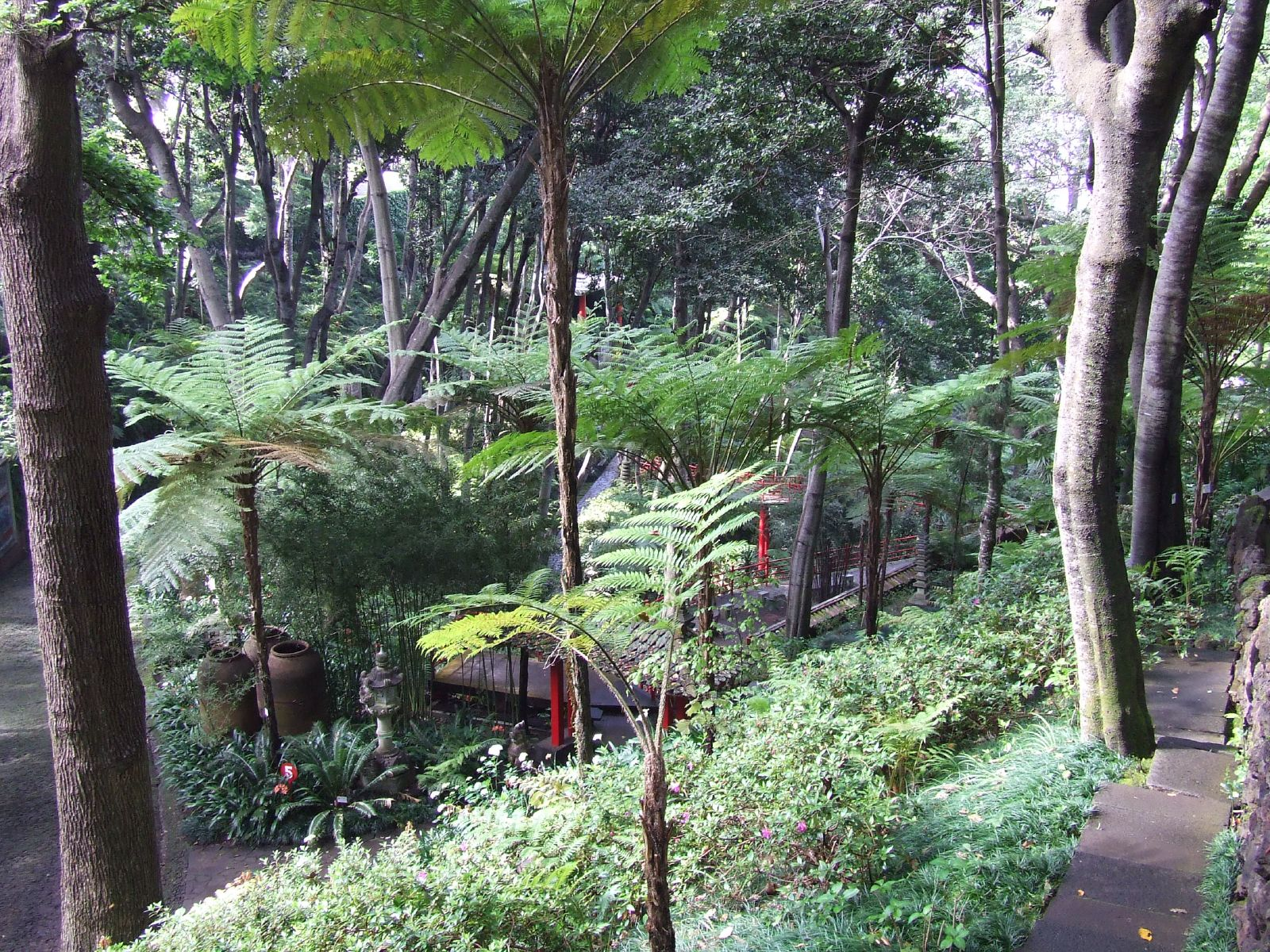
Baumfarne aus Südafrika

Der Tropische Garten Monte Palace (portugiesisch: Jardim Tropical Monte Palace) ist ein botanischer Garten in Funchal auf der portugiesischen Insel Madeira. Auf einer Fläche von 70.000 m² zeigt er neben Pflanzen u. a. auch Kunstobjekte, Kachelbilder und Mineralien.
Der Park ist von Funchal aus mit der Luftseilbahn Funchal–Monte zu erreichen.

## Geschichte
Das Gelände wurde im 18. Jahrhundert von dem englischen Konsul Charles Murray gekauft und gelangte 1897 in Besitz von Alfredo Guilherme Rodrigues, der dort ein luxuriöses Wohnhaus errichtete, das später in ein Hotel umgewandelt wurde, das Monte Palace Hotel. Nach dem Tode Rodrigues’ gelangte das Hotel in Besitz eines Kreditinstituts, welches es 1987 an den Unternehmer José Berardo weiterverkaufte. Dieser reichte den Garten an eine Stiftung weiter, die ihn heute betreibt.

## Flora
Gezeigt werden u. a.:
- Baumfarne aus Südafrika, über 700 Exemplare,
- Baumfarne aus Australien
- Azaleen
- Orchideen
- Klivien
- Hortensien
- Ölbäume

## Museum
Das Museum im oberen Bereich des Gartens zeigt moderne Skulpturen aus Simbabwe sowie Mineralien, insbesondere Drusen.

## Azulejos

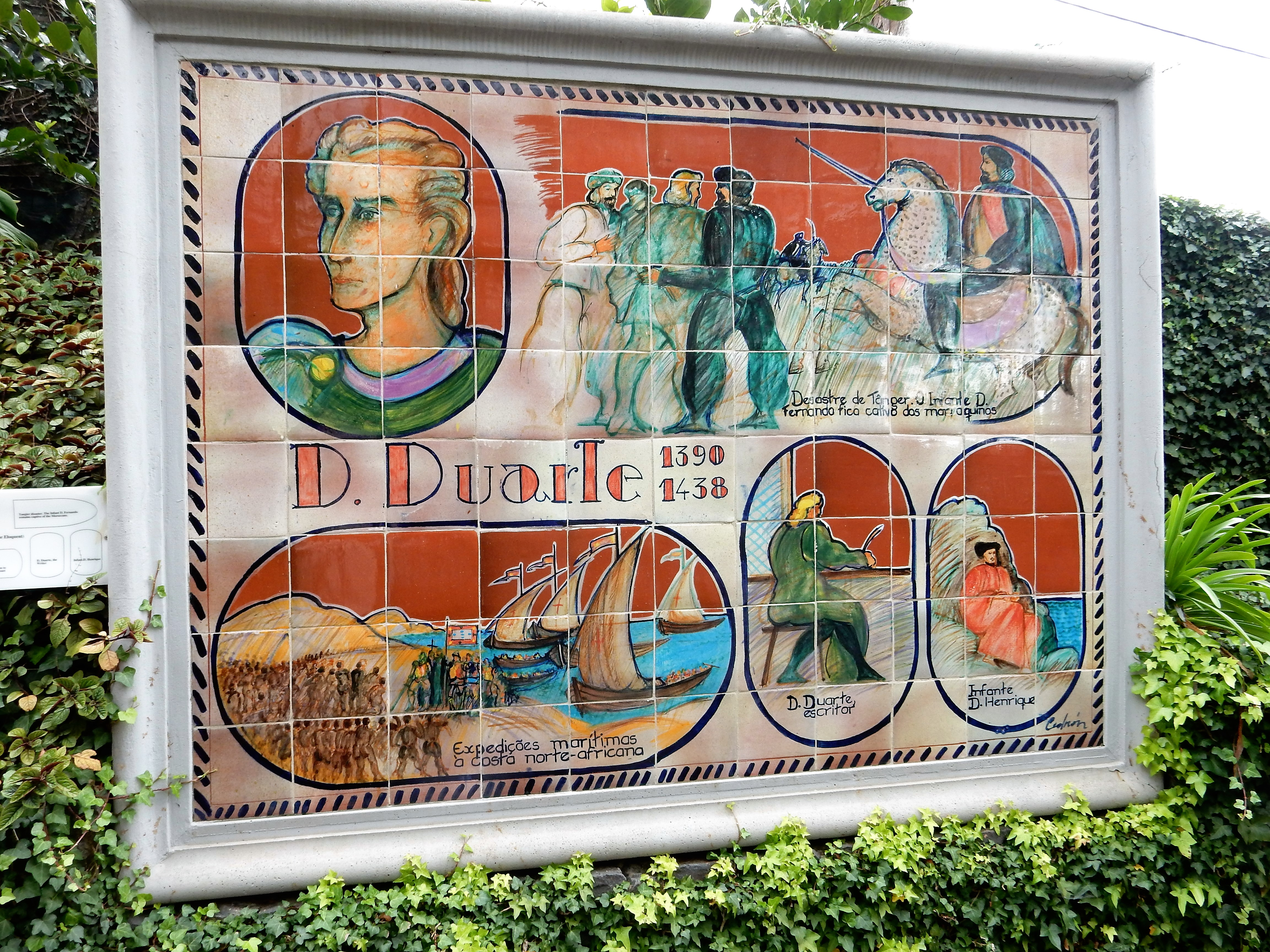
Azulejo König Eduard von Portugal, rechts unten Prinz Heinrich der Seefahrer

Im Garten werden zahlreiche Azulejos (Kachelbilder auf Keramikfliesen) ausgestellt. Auf ihnen werden historische Trachten und Ereignisse, Tier- und Pflanzenmotive sowie Ornamente dargestellt. Eine Reihe stellt die portugiesische Geschichte dar. Auf jedem Azulejo ist der jeweilige Herrscher, seine Regierungszeit und weitere herausragende Persönlichkeiten und/oder historische Ereignisse dieser Zeit dargestellt.

## Weitere Ausstellungen
- orientalischer Garten mit japanischen Gartenelementen und Koi-Karpfen
- Voliere mit Wellensittichen